# Macrostylis longiremis
Macrostylis longiremis là một loài chân đều trong họ Macrostylidae. Loài này được Meinert miêu tả khoa học năm 1890.